# 시나브로 (밴드)
시나브로는 대한민국의 록 밴드이다. 1981년에 국풍’81 젊은이 가요제에서 〈을지문덕〉으로 연주상을, 같은해에 MBC 대학가요제에서 〈안개〉로 동상을 수상하였다. 별도의 음반 발표 없이 해체하였다.

## 구성원
- 문관철 - 보컬
- 안지홍 - 기타
- 이훈석 - 베이스
- 김광민 - 키보드
- 권영국 - 드럼

## 참여 음반
- 《국풍’81 젊은이 가요제 2》(1981)
- 《’81 MBC 대학가요제 2집》(1981)

## 활동 경력
- 제3회 TBC 젊은이의 가요제(1980): 〈오우동동가〉
- 국풍’81 젊은이 가요제(1981): 〈을지문덕〉
- 제5회 MBC 대학가요제(1981): 〈안개〉